# Cultura das Bahamas
A cultura das Bahamas é um híbrido de formas africanas, europeias e indígenas. A sua manifestação mais famosa no exterior talvez seja uma forma rítmica de música chamada junkanoo. 

## Música
Junkanoo é um grande contribuinte para a música das Bahamas. É um tipo de carnaval de rua, que ocorre em 26 de dezembro e Dia de Ano Novo (1 de janeiro). Esta tradicional celebração foi iniciada com um escravo africano conhecido pelo nome de John Canoe. Aos escravos eram dado um especial de férias na época do Natal, quando eles poderiam deixar o trabalho da plantação para trás e celebrar suas liberdades. Os desfiles são caracterizados por fantasias espetaculares de papel crepe e ritmos poderosos batidos tradicionalmente em tambores de pele de cabra (acompanhados mais recentemente, com tambores tom-tom ou bongô), bem como bandas de música e sinos de vaca. A música das Bahamas também incorpora outras formas do Caribe, tais como calypso, de Trinidade e Tobago, e o reggae jamaicano.
Calypso e Rake 'n' Raspe cantores e bandas como Baha Men ganhou enorme popularidade no Japão, o Estados Unidos e em outros lugares. Música das Bahamas continua a ser apreciado pelo público das Bahamas, com cantores como Ronnie Butler, o falecido "Rei" Eric Gibson, KB, Macklyn, e os Brilanders.